# Батталово
Батта́лово (баш. Баттал) — деревня в Учалинском районе Башкортостана России, относится к Миндякскому сельсовету.

## История
До 19 ноября 2008 года входил в состав Озёрного сельсовета (Закон Республики Башкортостан от 19 ноября 2008 г. N 49-з  «Об изменениях в административно-территориальном устройстве Республики Башкортостан в связи с объединением отдельных сельсоветов и передачей населённых пунктов»).

## Население
| 2002 | 2009 | 2010 |
| ---- | ---- | ---- |
| 344  | ↘338 | ↘316 |

Национальный состав
Согласно переписи 2002 года, преобладающая национальность — башкиры (100 %).

## Географическое положение
Расстояние до:
- районного центра (Учалы): 87 км,
- ближайшей железнодорожной станции (Урал-Тау): 27 км.

## Известные уроженцы
- Ахмедьянов, Яныбай Шагибалович (1936—2010) — Герой Социалистического Труда, первоцелинник.